# Gà hoang

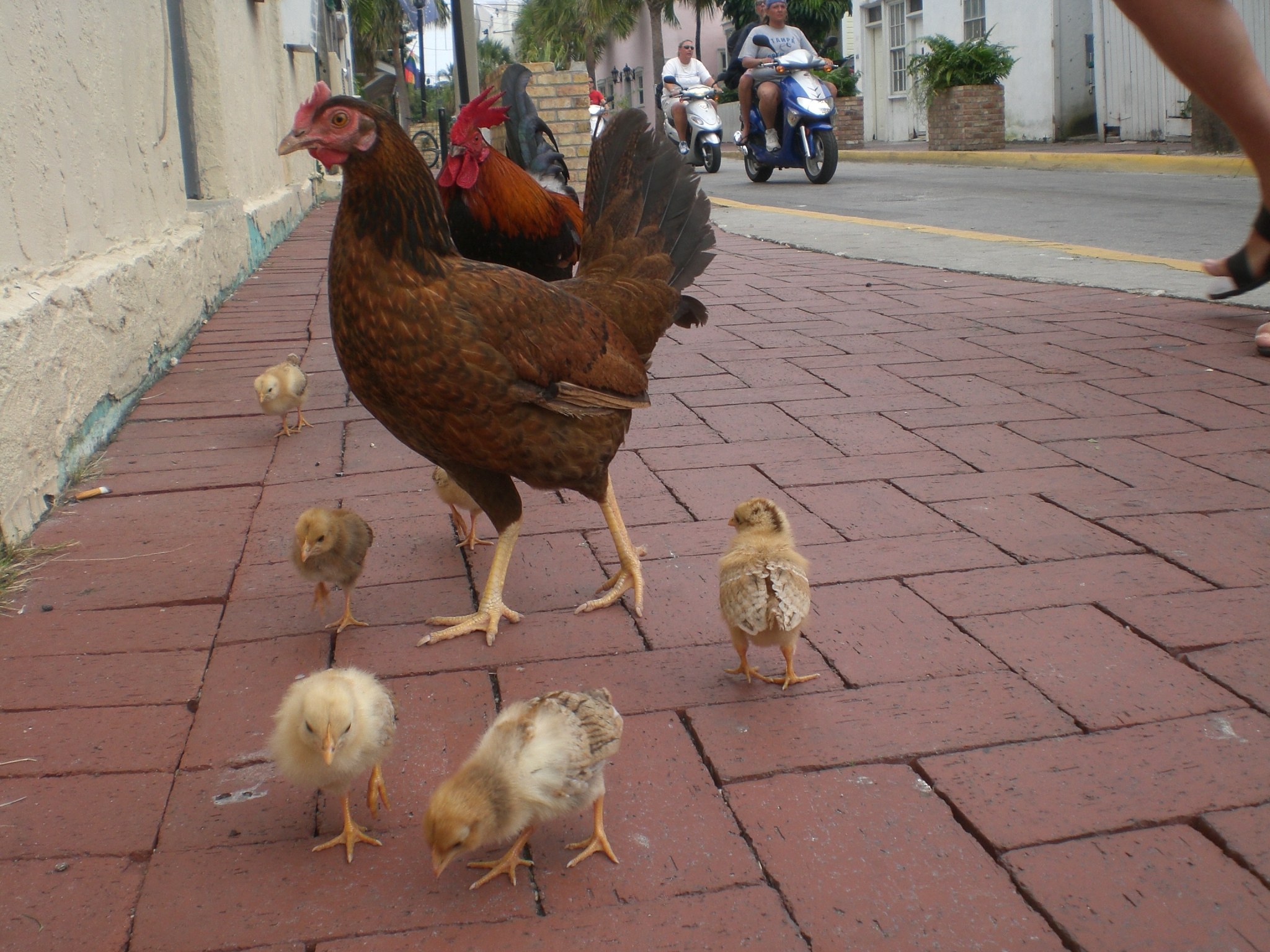
Một đàn gà hoang

Gà hoang hay còn gọi là gà đồng là giống gà hoang hóa có nguồn gốc từ gà nhà (Gallus gallus domesticus) đã thoát chạy rông ra môi trường tự nhiên. 

## Tổng quan
Giống như gà rừng lông đỏ (là loài hoang dã tương đối gần gũi nhất của gà nhà), gà hoang sẽ bay đi và hoành hành tại các cây cao và cây bụi để tránh những kẻ săn mồi vào ban đêm. Gà hoang, như gà rừng lông đỏ hoang dã, thường hình thành các nhóm xã hội bao gồm một con gà trống chiếm ưu thế là gà đầu đàn, một số gà mái và gà trống cấp dưới. Đôi khi những con gà trống chi phối được chỉ định bởi một cuộc chiến giữa những con gà.
Trên thế giới hiện nay, có địa điểm bùng binh gà là một vòng xoay nằm trên đường A143, trên Bungay và Ditchingham bypass ở Suffolk, Anh. Bùng binh đã nổi tiếng là nơi sinh sống của một nhóm lớn của gà hoang, mà được cho ăn và chăm sóc bởi một người đàn ông địa phương cho đến khi số lượng của chúng giảm và đã được di dời vào năm 2010. Chúng đã sống ở bên trong nhiều thập kỷ trước khi xây dựng. Gà mái tơ mua của người Dao, luộc chấm muối chanh ớt, hay gà thả rông ở rừng hay gà đi bộ, hay gà đồi, gà leo cây, gà ở rừng phân biệt với thứ gà giống ngoại, gà tam hoàng, gà rốt ri, gà lơ go, gà lông cú v.v. nuôi nhốt theo lối công nghiệp hay còn có tên gọi là gà mạnh hoạch, gà tươi mạnh hoạch

## Một số địa điểm
- Bermuda
- Fair Oaks, California
- Galston Gorge, Australia
- George Town, Cayman Islands, Grand Cayman
- Key West, Florida
- Gotha, Florida
- Kauai, Hawaii
- Los Angeles, California
- St. Augustine, Florida
- San Juan Bautista, California
- Houston, Texas
- Chicken Roundabout (A143) Bungay, Suffolk, UK [2]
- Port Chalmers, New Zealand
- Totton, UK
- St. Thomas, U.S. Virgin Islands
- New Orleans, Louisiana
- Oviedo, Florida
- Ybor City, Florida